# Leocrates greeffianus
Leocrates greeffianus är en ringmaskart som beskrevs av Augener 1918. Leocrates greeffianus ingår i släktet Leocrates och familjen Hesionidae. Inga underarter finns listade i Catalogue of Life.